# Kemingking Luar
Kemingking Luar is een bestuurslaag in het regentschap Muaro Jambi van de provincie Jambi, Indonesië. Kemingking Luar telt 434 inwoners (volkstelling 2010).